# 丰特斯德罗佩尔
丰特斯德罗佩尔，是西班牙卡斯蒂利亚-莱昂萨莫拉省的一个市镇。 总面积49平方公里，总人口570人（2001年），人口密度12人/平方公里。